# Jacksboro (Tennessee)
Jacksboro település az Amerikai Egyesült Államok Tennessee államában, Campbell megyében, melynek megyeszékhelye. Lakosainak száma 2306 fő (2020. április 1.).

## Népesség
A település népességének változása:

| 2010 | 2 020 |
| 2020 | 2 306 |